# Jiading Xincheng
Jiading Xincheng (chiń. 嘉定新城站) – stacja metra w Szanghaju, na linii 11. Zlokalizowana jest pomiędzy stacjami Malu, Baiyin Lu i Shanghai Saiche Chang. Została otwarta 31 grudnia 2009.